# Фроссар, Шарль Огюст
Шарль Огюст Фроссар (фр. Charles Auguste Frossard; 26 апреля 1807, Версаль — 25 августа 1875, Шатовиллен) — французский генерал, участник Крымской 1854—1855 годов и Франко-прусской 1870—1871 годов войн.

## Биография
Родился 26 апреля 1807 года в Версале. Образование получил в Парижском политехническом институте по курсу военно-инженерных наук, затем продолжил обучение в артиллерийской школе Меца.
В 1831 и 1832 годах Фроссар находился в походе в Бельгии. Произведённый в 1833 году в капитаны он в декабре 1834 года отличился в Алжире, при защите форта Клозель.
В 1849 году он, в чине майора, принимает участие в осаде Рима и там был ранен. В том же году он производится в подполковники и в 1852 году — в полковники.
С началом Восточной войны Фроссар вошёл в состав экспедиционного корпуса и в 1854—1855 годах находился в Крыму и принимал участие в осаде Севастополя и руководил инженерными работами против Малахова кургана и Камышёвой бухты, в 1855 году за отличие был произведён в бригадные генералы.
По возвращении из Крыма Фроссар был назначен командиром инженерных войск в Алжире.
Произведённый в 1859 году в дивизионные генералы, Фроссар отправился в Италию и за отличие в сражении при Мадженте получил большой офицерский крест ордена Почётного легиона и назначение на должность адъютанта Наполеона III.
В период 1866—1870 годов Фроссар, видя неизбежность столкновения с Пруссией, руководил подготовкой французских вооружённых сил к войне. С началом военных действий Наполеон III предложил ему на выбор должности командира корпуса и начальника штаба действующей армии. Фроссар выбирает командование 2-м корпусом. В этом качестве он атаковал Саарбрюккен и затем до последней возможности держал оборону в сражении при Форбах-Шпихерене, но не получив обещанных подкреплений вынужден был отступить.
В сражении Марс-ла-Туре 2-й корпус Фроссара поддерживает атаку Базеном прусских позиций, но, в связи с плохим согласованием действий Фроссара и Базена, победа была упущена. После поражения при Сен-Прива французская армия была окружена в Меце и в конце концов Фроссар вместе с большей частью своего корпуса сдался в плен.
По освобождении из плена Фроссар был членом крепостного комитета и принимал участие в составлении проектов новых укреплений, также он был членом комиссии береговой обороны. 28 января 1874 года Фроссар был назначен президентом Крепостного комитета, кроме того, с июня 1873 года был членом Верховного военного совета.
25 августа 1875 года Фроссар скончался в Шатовиллен (департамент Верхняя Марна).
Награды
- Орден Почётного легиона, великий офицер (25 июня 1859)
- Воинская медаль
- Медаль в память об Итальянской кампании
- Орден Леопольда I, кавалер (Бельгия, 10 марта 1833)
- Орден Бани, кавалер (Великобритания)
- Крымская медаль (Великобритания)
- Орден Пия IX, командор (Папская область, 4 июня 1850)
- Орден Святой Анны 1-й степени (Россия)
- Орден Святого Станислава 1-й степени (Россия, 13 января 1857)
- Савойский военный орден, большой крест (Сардинское королевство)
- Медаль «За воинскую доблесть» (Сардинское королевство)